# Beachhandball Euro 2019

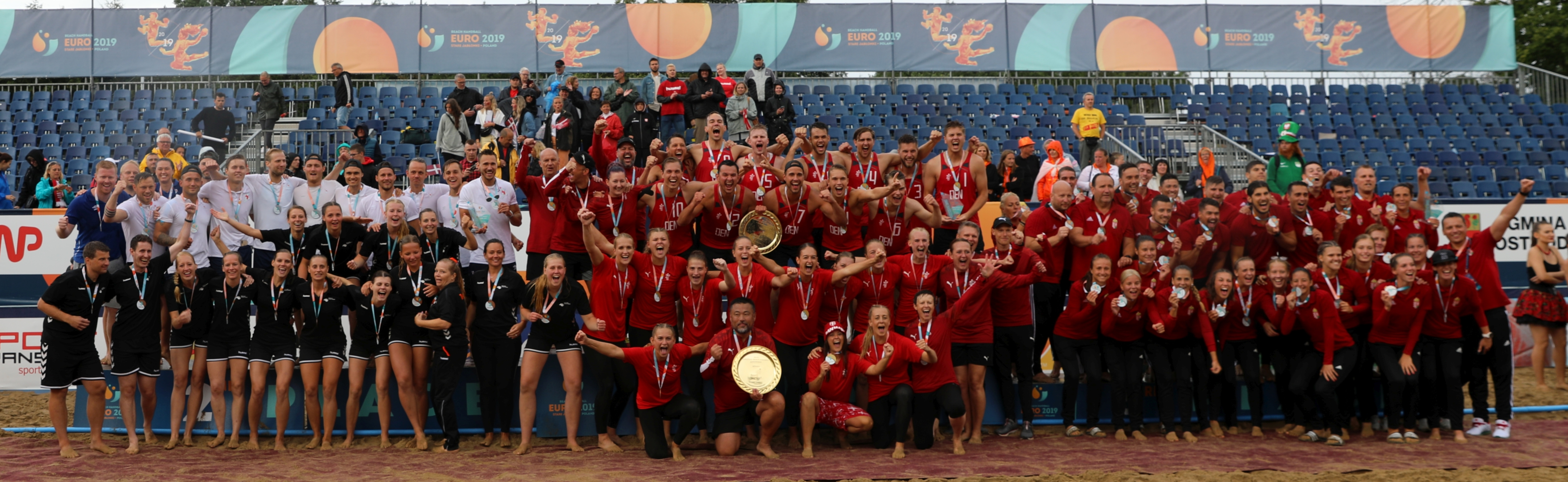
Alle sechs Medaillengewinner-Teams bei der Siegerehrung

Die Beachhandball Euro 2019 sind die elfte Auflage der Beachhandball-Europameisterschaft. Sie fanden zwischen dem 27. Juni und dem 7. Juli 2019 im polnischen Stare Jabłonki statt. In den letzten Junitagen wurde die Meisterschaft der U-17-Jugendlichen ausgetragen, in der ersten Woche im Juli die Meisterschaft der A-Nationalmannschaften.
Nach der Siegerehrung und den Feierlichkeiten verstarb die russische Spielerin Jekaterina Koroljowa bei einem Badeunfall. Auch der Trainer der fünftplatzierten spanischen Frauen-Nationalmannschaft, Diego Carrasco, verstarb überraschend weniger als zwei Wochen nach der EM bei einer Notoperation.

## Teilnehmende Mannschaften und Platzierungen
Es nahmen 69 Mannschaften aus 26 europäischen Ländern teil, bei den A-Nationalmannschaften beider Geschlechter je 20 Mannschaften, bei den U-17-Nationalteams 15 Jungen- und 14 Mädchenmannschaften. Bulgarien, Litauen und die Slowakei traten einzig bei den Nachwuchswettbewerben an, elf andere Nationen schickten nur eines oder beide A-Nationalteams.
| Nation         | Juniorinnen | Junioren | Frauen | Männer |
| -------------- | ----------- | -------- | ------ | ------ |
| Bulgarien      |             | 13       |        |        |
| Dänemark       |             |          | 01     | 01     |
| Deutschland    | 03          | 09       | 10     | 06     |
| Frankreich     | 13          | 11       | 13     | 08     |
| Griechenland   |             |          | 07     |        |
| Italien        |             |          | 14     | 15     |
| Kroatien       | 09          | 01       | 04     | 05     |
| Litauen        | 08          | 12       |        |        |
| Montenegro     |             |          |        | 20     |
| Niederlande    | 04          | 04       | 03     |        |
| Nordmazedonien |             |          | 20     | 19     |
| Norwegen       |             |          | 06     | 02     |
| Polen          | 07          | 05       | 12     | 07     |
| Portugal       | 06          | 06       | 15     | 17     |
| Rumänien       | 14          | 08       | 17     | 13     |
| Russland       | 05          | 10       | 09     | 04     |
| Schweden       |             |          |        | 10     |
| Schweiz        | 12          | 15       | 16     | 16     |
| Serbien        |             |          |        | 14     |
| Slowakei       | 10          | 14       |        |        |
| Slowenien      |             |          | 18     | 18     |
| Spanien        | 01          | 03       | 05     | 09     |
| Türkei         |             |          | 11     | 11     |
| Ukraine        | 11          | 07       | 08     | 12     |
| Ungarn         | 02          | 02       | 02     | 03     |
| Zypern         |             |          | 19     |        |
| Anzahl         | 14          | 15       | 20     | 20     |

## Gruppeneinteilung

### Juniorinnen und Junioren
Juniorinnen
| Gruppe A | Gruppe B    | Gruppe C    | Gruppe D |
| -------- | ----------- | ----------- | -------- |
| Ungarn   | Niederlande | Deutschland | Portugal |
| Kroatien | Ukraine     | Russland    | Spanien  |
| Polen    | Litauen     | Frankreich  | Rumänien |
| Slowakei |             | Schweiz     |          |

Junioren
| Gruppe A  | Gruppe B    | Gruppe C   | Gruppe D |
| --------- | ----------- | ---------- | -------- |
| Polen     | Deutschland | Spanien    | Kroatien |
| Ukraine   | Portugal    | Ungarn     | Russland |
| Schweiz   | Niederlande | Frankreich | Rumänien |
| Bulgarien | Litauen     | Slowakei   |          |

### A-Teams
Frauen
| Gruppe A    | Gruppe B   | Gruppe C     | Gruppe D       |
| ----------- | ---------- | ------------ | -------------- |
| Norwegen    | Polen      | Spanien      | Dänemark       |
| Niederlande | Frankreich | Griechenland | Russland       |
| Kroatien    | Ungarn     | Italien      | Ukraine        |
| Rumänien    | Portugal   | Schweiz      | Deutschland    |
| Türkei      | Zypern     | Slowenien    | Nordmazedonien |

Männer
| Gruppe A    | Gruppe B  | Gruppe C       | Gruppe D   |
| ----------- | --------- | -------------- | ---------- |
| Spanien     | Russland  | Kroatien       | Ungarn     |
| Norwegen    | Dänemark  | Ukraine        | Schweden   |
| Deutschland | Serbien   | Schweiz        | Polen      |
| Rumänien    | Portugal  | Italien        | Frankreich |
| Türkei      | Slowenien | Nordmazedonien | Montenegro |

## Auszeichnungen
Mannschaften des Turniers der jeweiligen Klassen:
| Auszeichnung          | Juniorinnen                                                                                                | Junioren       | Frauen | Männer |
| --------------------- | --- | -------------- | --- | --- |
|                       | Vertreterin der Ukraine, Zita Szalma, Mireta Rūtytė, Setia Szulc und Michelle Köbrich bei der Auszeichnung |                | Dragica Mitrova (als Vertreterin der nordmazedonischen Mannschaft die die Fair-Play-Wertung gewann), Ágnes Győri, Emese Tóth, Xenija Djatschenko und Marielle Martinsen bei der Auszeichnung | Hendrik Prahst (als Vertreter der deutschen Mannschaft die die Fair-Play-Wertung gewann), Simon Sejr Jensen, Péter Hajdú, Cemal Kütahya und Kristoffer Henriksen bei der Auszeichnung |
| Beste Torhüter        | Zita Szalma                                                                                                | Balász Nagy    | Ágnes Győri | Simon Sejr |
| Beste Defensivspieler | Mireta Rūtytė                                                                                              | Jan Kovačec    | Emese Tóth | Péter Hajdú |
| Beste Torschützen     | Setia Szulc                                                                                                | Matthew Wollin | Xenija Djatschenko | Cemal Kütahya |
| Wertvollste Spieler   | Michelle Köbrich                                                                                           | Silas Speckman | Marielle Martinsen | Kristoffer Henriksen |
| Fair-Play-Wertung     | Ukraine | Schweiz        | Nordmazedonien | Deutschland |

Für alle Spieler und Spielerinnen war es die erstmalige Aufnahme in das All-Star-Team, einzig Ágnes Győri war schon 2011 als beste Torhüterin ausgezeichnet worden.

## Statistiken

### Topscorer
Frauen
| Rang | Name                       | Punkte | Quote |
| ---- | -------------------------- | ------ | ----- |
| 01   | Xenija Djatschenko         | 157    | 15,70 |
| 02   | Cristiana Morgado          | 144    | 14,40 |
| 03   | Judith Gómez Gutiérrez     | 119    | 11,90 |
| 04   | Marielle Martinsen         | 111    | 11,10 |
| 05   | Katarina Ugland            | 098    | 09,80 |
| 06   | Anna Buter                 | 097    | 09,70 |
| 07   | Olga Laiuk                 | 096    | 09,60 |
| 08   | Paula Mazurek              | 093    | 09,30 |
| 09   | Dafina Dimitri             | 092    | 09,20 |
| 10   | Line Gyldenløve Kristensen | 091    | 09,10 |
| 11   | Krista Mol                 | 090    | 09,00 |
| 11   | Toni-Luisa Reinemann       | 090    | 09,00 |
| 13   | Maud-Éva Copy              | 088    | 10,22 |
| 14   | Neslihan Çalışkan          | 088    | 08,80 |
| 14   | Jelisaweta Dudkina         | 088    | 08,80 |
| 14   | Andrea Galván Pavón        | 088    | 08,80 |
| 17   | Frederikke Lærke           | 086    | 08,60 |
| 18   | Kinga Jakubowska           | 085    | 10,58 |
| 19   | Tara Jonović               | 084    | 08,40 |
| 19   | Line Berggren Larsen       | 084    | 08,40 |
| 21   | Martine Welfler            | 082    | 08,20 |
| 22   | Lena Fischer               | 081    | 08,10 |
| 23   | Lucija Kelava              | 080    | 08,00 |
| 24   | Anja Vida Lukšić           | 078    | 07,80 |
| 25   | Eleni Mournou              | 076    | 07,60 |

| Rang | Name                       | Punkte | Quote |
| ---- | -------------------------- | ------ | ----- |
| 01   | Xenija Djatschenko         | 157    | 15,70 |
| 02   | Cristiana Morgado          | 144    | 14,40 |
| 03   | Judith Gómez Gutiérrez     | 119    | 11,90 |
| 04   | Marielle Martinsen         | 111    | 11,10 |
| 05   | Katarina Ugland            | 098    | 09,80 |
| 06   | Anna Buter                 | 097    | 09,70 |
| 07   | Olga Laiuk                 | 096    | 09,60 |
| 08   | Paula Mazurek              | 093    | 09,30 |
| 09   | Dafina Dimitri             | 092    | 09,20 |
| 10   | Line Gyldenløve Kristensen | 091    | 09,10 |
| 11   | Krista Mol                 | 090    | 09,00 |
| 11   | Toni-Luisa Reinemann       | 090    | 09,00 |
| 13   | Maud-Éva Copy              | 088    | 10,22 |
| 14   | Neslihan Çalışkan          | 088    | 08,80 |
| 14   | Jelisaweta Dudkina         | 088    | 08,80 |
| 14   | Andrea Galván Pavón        | 088    | 08,80 |
| 17   | Frederikke Lærke           | 086    | 08,60 |
| 18   | Kinga Jakubowska           | 085    | 10,58 |
| 19   | Tara Jonović               | 084    | 08,40 |
| 19   | Line Berggren Larsen       | 084    | 08,40 |
| 21   | Martine Welfler            | 082    | 08,20 |
| 22   | Lena Fischer               | 081    | 08,10 |
| 23   | Lucija Kelava              | 080    | 08,00 |
| 24   | Anja Vida Lukšić           | 078    | 07,80 |
| 25   | Eleni Mournou              | 076    | 07,60 |

| Rang | Name                 | Punkte | 2 min | Spiel | PV | Spiele |
| ---- | -------------------- | ------ | ----- | ----- | -- | ------ |
| 01   | Julie Aspelund Berg  | 15     | 9     | 3     | –  | 10     |
| 02   | Isabel Kattner       | 13     | 1     | 1     | 2  | 08     |
| 03   | Ana Anđelić          | 11     | 5     | 3     | –  | 10     |
| 04   | Anouck Clément       | 08     | 4     | 2     | –  | 08     |
| 05   | Elisabeth Hammerstad | 07     | 3     | 2     | –  | 10     |
| 06   | Anna Kaloidi         | 07     | 5     | 1     | –  | 10     |
| 06   | Emese Tóth           | 07     | 5     | 1     | –  | 10     |
| 08   | Antonia Rakaric      | 06     | 2     | 2     | –  | 09     |
| 09   | Olga Laiuk           | 06     | 4     | 1     | –  | 10     |
| 09   | Sofija Lyschina      | 06     | 4     | 1     | –  | 10     |
| 09   | Maria Marselli       | 06     | 4     | 1     | –  | 09     |
| 09   | Eleni Poinemidou     | 06     | 4     | 1     | –  | 10     |

| Rang | Name                 | Punkte | 2 min | Spiel | PV | Spiele |
| ---- | -------------------- | ------ | ----- | ----- | -- | ------ |
| 01   | Julie Aspelund Berg  | 15     | 9     | 3     | –  | 10     |
| 02   | Isabel Kattner       | 13     | 1     | 1     | 2  | 08     |
| 03   | Ana Anđelić          | 11     | 5     | 3     | –  | 10     |
| 04   | Anouck Clément       | 08     | 4     | 2     | –  | 08     |
| 05   | Elisabeth Hammerstad | 07     | 3     | 2     | –  | 10     |
| 06   | Anna Kaloidi         | 07     | 5     | 1     | –  | 10     |
| 06   | Emese Tóth           | 07     | 5     | 1     | –  | 10     |
| 08   | Antonia Rakaric      | 06     | 2     | 2     | –  | 09     |
| 09   | Olga Laiuk           | 06     | 4     | 1     | –  | 10     |
| 09   | Sofija Lyschina      | 06     | 4     | 1     | –  | 10     |
| 09   | Maria Marselli       | 06     | 4     | 1     | –  | 09     |
| 09   | Eleni Poinemidou     | 06     | 4     | 1     | –  | 10     |

Fairplay Mannschaften
| Rang | Land            | Punkte | 2 min | Spiel | PV | ⌀    |
| ---- | --------------- | ------ | ----- | ----- | -- | ---- |
| 01   | Nordmazedonien* | 04     | 04    | –     | –  | 0,44 |
| 02   | Spanien         | 06     | 04    | 1     | –  | 0,60 |
| 03   | Niederlande     | 07     | 07    | –     | –  | 0,70 |
| 04   | Portugal        | 10     | 10    | –     | –  | 1,00 |
| 05   | Italien         | 11     | 09    | 1     | –  | 1,10 |
| 05   | Russland        | 11     | 09    | 1     | –  | 1,10 |
| 07   | Rumänien*       | 11     | 07    | 2     | –  | 1,22 |
| 08   | Dänemark        | 12     | 12    | –     | –  | 1,20 |
| 09   | Polen           | 12     | 10    | 1     | –  | 1,20 |
| 10   | Ungarn          | 13     | 11    | 1     | –  | 1,30 |
| 11   | Slowenien*      | 13     | 09    | 2     | –  | 1,44 |
| 12   | Frankreich      | 14     | 08    | 3     | –  | 1,40 |
| 13   | Zypern*         | 15     | 13    | 1     | –  | 1,67 |
| 14   | Schweiz         | 16     | 12    | 2     | –  | 1,60 |
| 15   | Ukraine         | 17     | 13    | 2     | –  | 1,70 |
| 16   | Kroatien        | 19     | 13    | 3     | –  | 1,90 |
| 17   | Türkei          | 20     | 14    | 3     | –  | 2,00 |
| 18   | Griechenland    | 22     | 14    | 4     | –  | 2,20 |
| 19   | Deutschland     | 24     | 13    | 3     | 1  | 2,40 |
| 20   | Norwegen        | 27     | 17    | 5     | –  | 2,70 |

## Offizielle und Schiedsrichter
12 Personen waren von der IHF als Technical Officialsentsandt, die unter anderem für den reibungslosen Ablauf der Spiele verantwortlich waren:
| - Ernest Aghakishi - Emir Bešlija - Laszlo Bocz | - Ana Díez Fernández - Konrad Markwardt - Ştefan Romeo Mihai | - Jiří Opava - Jelena Rakonjac - Ivan Sabovik | - Agnieszka Skowronek - Marco Trespidi - Denise Westhäusler |

Für die EM wurden elf Schiedsrichterpaare berufen, je eines davon nur für die Wettbewerbe der Junioren und Juniorinnen und eines für die der Leistungsklassen. Sowohl die weiblichen Paarungen als auch die männlichen Paarungen wurden ohne Rücksicht auf die Geschlechter in beiden Turnieren eingesetzt. Da im bis zu vier Spiele gleichzeitig durchgeführt wurden, kamen die Schiedsrichterpaare wie auch die technischen Delegierten vergleichsweise oft zum Einsatz.
| - Jesper Stumpfe - Bjarne Deiters - Nichlas Nygaard - Jonas Primdahl - Cédric Daré - Mathieu Fanack | - Kata Alexa György - Alexandra Horváth - Ivica Botincan - Dario Rupčić - Weronika Łakomy - Sylwia Bartkowiak | - Michał Fabryczny - Jakub Rawicki - Iasmina Lascu - Amalia Constantinescu - Anja Pantić - Irena Andjusić | - Laura Buchón-Perea - Patricia del Valle Encuentra - Jakub Uhlíř - Marek Bareš |